# المجلس الوطني البرازيلي
المجلس الوطني البرازيلي (بالبرتغالية: Congresso Nacional do Brasil‏) ويعرف في البرازيل باسم الكونغرس البرازيلي وهو المجلس التشريعي لجمهورية البرازيل الاتحادية ويتم تمثيله حسب الولايات ويتم تجديده كل 4 سنوات، بنظام دوام من 2 فبراير إلى 27 يوليو ومن 1 أغسطس إلى 22 ديسمبر.